# جامعة نيوزيلندا
جامعة نيوزيلندا (بالإنجليزية: University of New Zealand)‏ هي الجامعة الوحيدة في نيوزيلندا التي كانت تمنح درجة علمية من عام 1874 إلى عام 1961. كانت جامعة جامعية ‏ تضم العديد من المؤسسات التأسيسية في مواقع مختلفة في جميع أنحاء نيوزيلندا. بعد حلّها في عام 1961، كان لنيوزيلندا أربع جامعات مستقلة تمنح درجات علمية وكليتين زراعتين مرتبطين، وهي كالآتي: جامعة أوتاغو (دنيدن)، جامعة كانتربري (كرايستشرش)، جامعة أوكلاند (أوكلاند)، جامعة فيكتوريا في ويلينغتون (ويلينغتون)، جامعة لينكولن (نيوزيلندا) (لينكولن)، كلية ماسي (بالميرستون نورث).

## تاريخ
تأسّست جامعة نيوزيلندا في عام 1870. في ذلك الوقت، كان المقر الرئيسي للنظام في كرايستشيرش بمقاطعة كانتربري.
تفاوضت جامعة أوتاغو للاحتفاظ بلقبها «جامعة» عندما انضمت إلى جامعة نيوزيلندا عام 1874، لكنها وافقت على منح درجات من جامعة نيوزيلندا. كانت الكليات في كرايستشيرش وأوكلاند وويلينغتون تُعرف باسم «كليات الجامعة» بدلاً من «الجامعات» طوال معظم تاريخ جامعة نيوزيلندا.
قام قانون الجامعات لعام 1961 بحلّ الجامعة ومنح صلاحيات منح الدرجات العلمية للكليات المكونة السابقة. تولت لجنة نواب رؤساء الجامعات النيوزيلندية بعض الوظائف الإدارية التي تمارسها لجنة المنح الجامعية والتي تولت بدورها بعض وظائف جامعة نيوزيلندا عند زوالها.

## مدخل الجامعة
حدّدت الجامعة امتحان القبول الخاص بها ومنحت منحًا دراسية لتقديم المساعدة المالية للطلاب. عندما تم حلّ الجامعة، أصبحت الأمور المتعلقة بالدخول إلى جامعات نيوزيلندا من مسؤولية مجلس دخول الجامعات، وهو لجنة فرعية تابعة للجنة المنح الجامعية. تم دمج مجلس دخول الجامعات بدوره في هيئة المؤهلات النيوزيلندية ‏ سنة 1990.

## استخدامات أخرى للاسم
استخدمت شركة (Te Wānanga o Aotearoa) التي تأسست عام 1984، اسم «جامعة نيوزيلندا» كترجمة إنجليزية لاسمها، على الرغم من عدم ارتباطها بالجامعة السابقة. بعد اعتراضات من هيئات مثل لجنة نواب رؤساء الجامعات النيوزيلندية (رؤساء الجامعات) ووزارة التعليم على الاستخدام غير القانوني لكلمة محمية قانونيا، تم التخلص التدريجي من العلامة التجارية المشتركة. تم تسجيل المؤسسة رسميًا الآن على أنها (wānanga)، وهي واحدة من خمسة أنواع من مؤسسات التعليم العالي المملوكة للتاج بموجب قانون نيوزيلندا، والآخرون هم الجامعات وكليات التعليم والكليات المتخصصة والفنون التطبيقية.